# 동대문 엽기떡볶이
동대문엽기떡볶이는 (주)핫시즈너에서 운영하고 있는 분식 프랜차이즈 브랜드다. 줄여서 '엽떡'이라고 불린다. 2022년 브랜드 20주년을 맞았고, 2017년부터 2024년까지 8년 연속 한국 소비자포럼 '올해의 브랜드 대상' 떡볶이 부문을 수상하는 등 두터운 마니아 층을 보유하고 있다.

## 역사
2002년 동대문에서 '땡초 불닭발' 상호로 시작됐다. 당시 주력 메뉴는 불닭발이었으나, 닭발 양념을 이용한 사이드메뉴 '엽기떡볶이'가 입소문을 타면서 주력 메뉴가 떡볶이로 바뀌었다.
전국적으로 약 600여 개의 가맹점이 있다.